# France Ô
France Ô est une chaîne de télévision généraliste française de service public ayant succédé sur le câble et le satellite, à la chaîne RFO Sat et ayant diffusé entre 25 février 2005 et le 2 septembre 2020, consacrée à la diversité culturelle et à la France d'outre-mer, dont l'ambition consiste à faire découvrir cette richesse spécifique, à la France métropolitaine.
Faisant partie du groupe public France Télévisions à travers la chaîne La 1re, sa couleur d'identification au sein du groupe de télévision est l'orange jusqu'en 2018 puis le jaune, une couleur se retrouvant sur tout son habillage d'antenne. Elle est diffusée en France sur la TNT, le satellite, le câble, la télévision IP et le Web. Elle est également disponible dans certains pays limitrophes et ses programmes sont partiellement repris par TV5 Monde. Elle met fin à ses programmes, le 24 août 2020 à 0 h 49 puis arrête définitivement de retransmettre le 2 septembre 2020, sur la télédiffusion numérique terrestre française.

## Historique de la chaîne

### RFO Sat (1998-2005)
RFO Sat est créée le 25 mars 1998 par Jean-Marie Cavada, alors président de RFO, pour offrir aux Français d'outre-mer vivant en métropole une fenêtre sur leurs régions. La chaîne ne diffuse quotidiennement que quelques heures chaque soir à partir de 21 h sur le câble et le satellite.
À la suite de la loi du 9 juillet 2004, la société de programme Réseau France Outre-mer (RFO), propriétaire de RFO Sat, est intégrée au groupe France Télévisions.

### France Ô (2005-2020)
Le 25 février 2005, RFO Sat devient France Ô pour mieux marquer son adhésion au groupe France Télévisions. La chaîne est désormais diffusée 24 heures sur 24 au lieu de seulement 9 heures par jour, et s'adresse aux Français de métropole et d'outre-mer. Elle doit faire le lien entre la métropole et l'outre-mer et apporter une « dimension culturelle » au groupe public. La lettre « Ô » avec un accent circonflexe signifie l'ouverture de la chaîne à tous les accents d'outre-mer, mais permet également d'éviter une confusion possible avec le chiffre 0 (zéro),,.
La loi no 2009-258 du 5 mars 2009 entérine la suppression de la publicité du service public entre 20 h et 6 h, déjà effective depuis le 5 janvier 2009. Les programmes de première partie de soirée débutent désormais à 20 h 35 au lieu de 20 h 50 auparavant.
En novembre 2009, à l'issue des États généraux de l'outre-mer, le président de la République Nicolas Sarkozy décide de renforcer la visibilité de l'outre-mer en diffusant France Ô sur la TNT nationale. Un décret supprimant la restriction de diffusion de la chaîne à tout ou partie du territoire métropolitain paraît le 12 mars 2010. Déjà diffusée depuis le 24 septembre 2007 sur la TNT en Île-de-France sur la chaîne no 20, France Ô devient accessible sur l'ensemble du territoire français à partir du 15 juin 2010 sur la chaîne no 19, après avoir récupéré la fréquence d'Arte dans le multiplex R1 le 8 juin 2010.
Pour fêter son passage sur la TNT nationale, France Ô retransmet le 13 juillet 2010 au soir un grand concert pour la diversité organisé place de la Bastille par la mairie de Paris. De nombreux artistes sont présents sur scène : Youssou N'Dour, Amadou et Mariam, Chimène Badi, Khaled, Nèg' Marrons, Sheryfa Luna, Shy'm,... Le lendemain, à l'occasion de la participation de troupes africaines au défilé militaire du 14 Juillet, la chaîne diffuse une émission spéciale dans laquelle des invités politiques, des experts militaires et des personnalités du monde de la culture discutent de la place de l'outre-mer dans la République et dans l'Armée française, et des relations de la France avec ses anciennes colonies,.
Le 14 juillet 2010, France Ô change de positionnement avec une nouvelle grille des programmes s'articulant autour de l'information, l'événementiel, le divertissement et les cultures du monde. À la rentrée, dotée d'un budget supplémentaire de 6 millions d'euros, la chaîne installe de nouvelles émissions : des journaux télévisés, des documentaires, des séries télévisées, un talk-show et un jeu musical,.
En 2014, la chaîne se retrouve sous le feu des projecteurs. Les audiences mesurées à partir de septembre s'avèrent être très faibles, certains programmes atteignant même des scores proches de zéro. La ligne éditoriale confuse de la chaîne, tiraillée entre diversité et outre-mer, est mise en cause : la grille des programmes est alors hétéroclite, mélangeant journaux de l'outre-mer, émissions de hip-hop, magazines de débat, telenovelas sud-américaines et rediffusion de séries françaises des autres chaînes publiques. Après la diffusion d'un pré-rapport du CSA posant la question du maintien de la chaîne, le président de la République François Hollande annonce que la chaîne doit redevenir ultramarine, conformément à sa promesse de campagne de 2012,,,.
En juillet 2018, dans le cadre d'une réforme de France Télévisions, le gouvernement Édouard Philippe annonce la suppression de France Ô, alors qu'Emmanuel Macron s'est engagé à maintenir la chaîne. Selon le ministère de la Culture, les faibles parts d’audiences de la chaîne (évaluées à 0,3 %) « n’apparaissent plus comme étant une offre adaptée en matière de visibilité des Outre-mer ». La chaîne du service public doit cesser sa diffusion le 9 août 2020, à l'issue des Jeux olympiques d'été de Tokyo 2020, mais la pandémie de Covid-19 a perturbé le calendrier de la réforme de l'audiovisuel public et l'arrêt de la chaîne est alors repoussé.
Le 3 juin 2020, le portail des outre-mer est lancé sur le web et doit représenter une alternative à France Ô dont la disparition pourrait être remise en cause après la proposition d'un plan de continuation des programmes faite par Delphine Ernotte au ministre de la Culture Franck Riester.
Le 1er juillet 2020, le conseil municipal de Malakoff se prononce par un vœu contre la suppression de France Ô et pour le maintien du site de Malakoff. Fin juillet 2020, un collectif de 125 personnalités lance un appel publié par Libération afin de sauver France Ô de sa disparition. Parmi ces personnalités se trouvent des figures de l'outre-mer comme Audrey Pulvar, Michel Reinette, Pascal Légitimus, Marius Trésor ou encore Lilian Thuram et d'autres comme l'académicien Erik Orsenna.
Finalement, le 4 août 2020, la ministre de la Culture Roselyne Bachelot annonce, dans un communiqué, la fermeture de France Ô à compter du 23 août 2020. Elle précise également que « cet arrêt ne donnera lieu à aucun licenciement » et que « les salariés de France Ô seront tous accompagnés dans cette transition ».
France Ô cesse la diffusion de ses programmes le 24 août 2020 à 0 h 49, après la rediffusion du concert L'Outre-mer fait son Olympia 2019. En attendant la fin d'exploitation du multiplex national sur la TNT actée au 1er septembre 2020, la chaîne ne diffuse plus que des bandes-annonces en boucle de programmes concernant la culture et l'actualité des outre-mer français, diffusés sur les autres chaînes du groupe France Télévisions ou sur ses portails Web (l'ancien site Web de la chaîne étant désormais lié au portail de Outre-mer La Première). La fréquence TNT attribuée à France Ô est libérée dans la nuit du 1er au 2 septembre 2020. Cette fréquence est réattribuée à la nouvelle chaîne éphémère de France Télévisions Culturebox, à partir du 1er février 2021.

## Identité visuelle

### Habillages et logos

#### 2005-2018
Le logo de France Ô s'inscrit dans la charte graphique de France Télévisions créée par l'agence Gédéon : un trapèze de couleur avec la lettre « Ô » en blanc positionné à l'intérieur le long du côté droit. La chaîne se voit attribuer la couleur orange, déjà utilisée par Réseau France Outre-mer depuis son intégration à France Télévisions en juillet 2004. L'habillage minimaliste des jingles et bandes-annonces consiste en le logo de la chaîne posé au centre de l'écran avec des animations de bandes de couleur à l'arrière plan.
Le 7 avril 2008, le logo de France Ô évolue avec l'ajout d'un effet en 3D. Si le logo en 3D apparaît à l'antenne, l'ancien graphique en 2D reste toujours utilisé pour les imprimés publiés par la chaîne.
En 2009, la chaîne adopte un nouvel habillage : les jingles pub mettent en scène deux personnages côte-à-côte dans des mini-histoires.
En 2010, l'habillage est de nouveau modifié par l'agence Dream On. Les jingles mettent en scène des Français de toutes les origines qui font une activité ensemble, comme pique-niquer ou faire de la musique.
En 2011, les jingles sont de nouveau modifiés par l'agence Gédéon : des personnages humains s'amusent avec la lettre « Ô » sur des murs colorés de bâtiments. Les bandes annonces se construisent autour d'une rosace colorée.

Le 1er septembre 2014, pour accompagner la nouvelle grille des programmes, France Ô adopte un nouvel habillage conçu par l'agence Gédéon. Les jingles montrent des personnages en transparence sur des paysages traduisant le rêve.

Premier logo de France Ô (2005-2018)
Logo de France Ô du 25 février 2005 au 7 avril 2008.
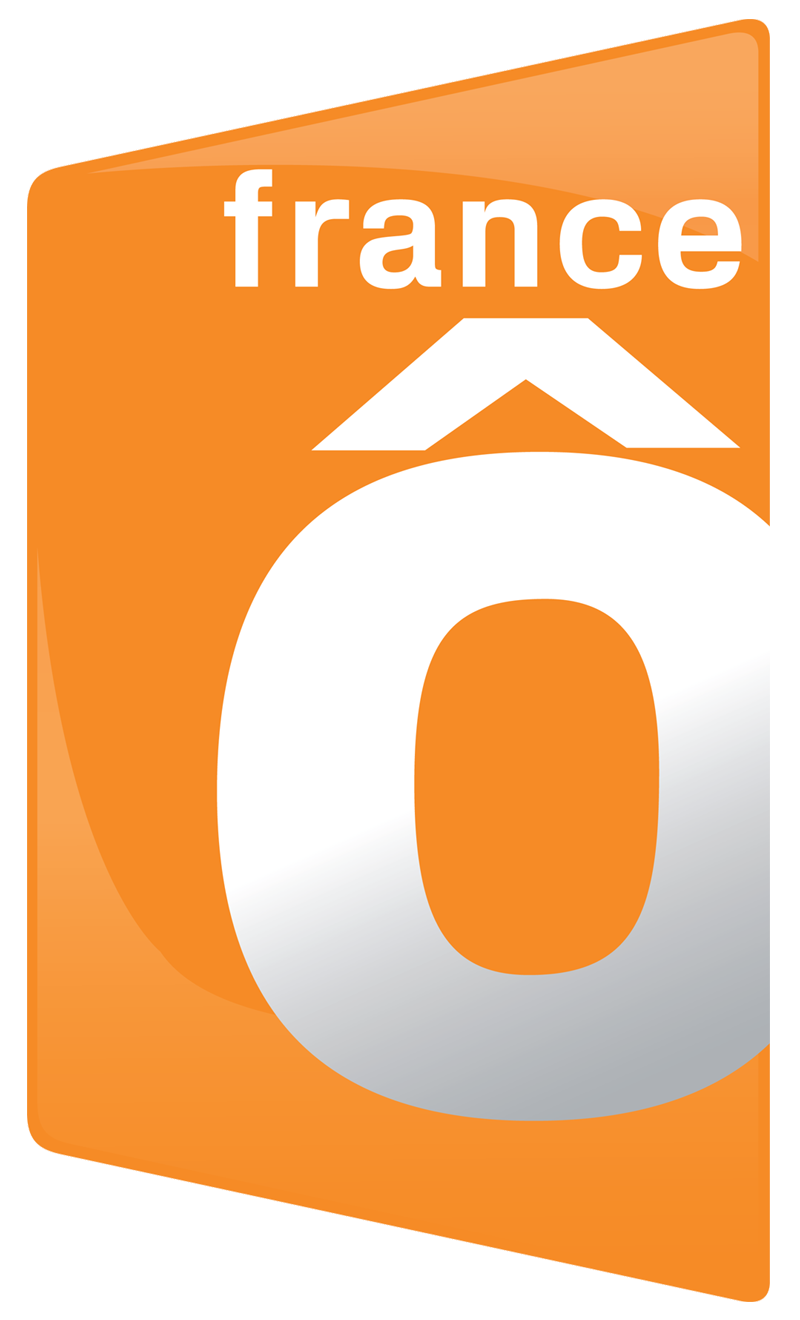
Logo de France Ô du 7 avril 2008 au 29 janvier 2018.
Logo de France Ô utilisé à l'antenne du 7 avril 2008 au 29 janvier 2018.

#### 2018-2020
Le 8 décembre 2017, France Télévisions dévoile les nouveaux logos de ses chaînes, mis à l'antenne à partir du 29 janvier 2018. La couleur historique orange de France Ô est remplacée par du jaune, pour renforcer le lien entre la chaîne et celles du réseau Outre-mer La Première, qui devient un peu plus foncée.

Le 29 janvier 2018, juste après la diffusion de Couleurs outremers, le nouveau logo apparaît pendant un nouveau jingle identitaire. Des jingles pubs avec des photos de personnes et de monuments font leurs apparitions dès 7 h 55. À partir du 20 août 2018, les rediffusions matinales comme les journaux télévisés de Outre-mer La Première, sont dotées d'un nouveau générique, de nouveaux synthés et d'un nouveau logo. 

Deuxième logo de France Ô (2018-2020)
Logo de France Ô du 29 janvier 2018 au 24 août 2020.
Logo alternatif de France Ô du 29 janvier 2018 au 24 août 2020.

### Slogans
- Novembre 2012 : « La chaîne métisse »[31].
- Octobre 2014 : « Regardons autrement »[32].

## Organisation

### Dirigeants de France Ô
France Ô est présidée à sa création le 25 février 2005 par le président-directeur général du réseau Outre-mer La Première, étant aussi celui de France Télévisions à partir du 9 juillet 2004. La chaîne est dirigée par le directeur général du réseau Outre-mer Première, assisté d'un directeur de l'antenne et des programmes jusqu'en février 2016.

#### Présidents-directeurs généraux
- Marc Tessier : 25 février 2005 - 22 août 2005 ;
- Patrick de Carolis : 22 août 2005 - 23 août 2010 ;
- Rémy Pflimlin : 23 août 2010 - 22 août 2015 ;
- Delphine Ernotte : 22 août 2015 - 24 août 2020.

#### Directeurs généraux
- DG du réseau Outre-mer La Première : 25 février 2005 - 24 août 2020.

#### Directeurs délégués
- Wallès Kotra : 2005 - février 2011.

#### Directeurs de l'antenne et des programmes
- Luc Laventure : 25 février 2005 - 21 mars 2011[13] ;
- Gilles Camouilly : 21 mars 2011 - février 2016[33],[34].

### Capital
France Ô est une chaîne éditée par France Télévisions via le réseau Outre-mer La Première. Le capital de France Télévisions est détenu à 100 % par l'État français via l'agence des participations de l'État (APE).

### Missions
Les missions de France Ô sont précisées dans le cahier des charges de France Télévisions, fixé par le décret no 2009-796 du 23 juin 2009.

« Chaîne de la mixité et de la diversité culturelle, France Ô offre une vitrine de choix à toutes les composantes qui participent de l'identité de la communauté nationale, en particulier aux populations ultra-marines. L'accent est notamment porté sur les magazines, le débat citoyen et les spectacles vivants. »

— Article 3 du décret no 2009-796 du 23 juin 2009.

### Siège
Le siège de France Ô est situé dans le siège parisien du réseau Outre-mer La Première, au 35-37 rue Danton à Malakoff, dans les Hauts-de-Seine.

## Programmes
À partir de 2010, la grille des programmes de France Ô s'articule autour de l'information, l'événementiel, le divertissement et les cultures du monde.
France Ô rend compte de l'actualité des territoires d'outre-mer à travers deux journaux télévisés quotidiens : L’info outre-mer et Infô Soir. Elle rediffuse les JT des chaînes de proximité du réseau Outre-mer La Première.
La chaîne diffuse de nombreux magazines sur des thèmes divers : la littérature (Page 19), le théâtre (Multiscénik), la musique (Le Ring, Radio Vinyle), la cuisine (Les P'tits plats de Babette), l'humour (Ticket pour le soleil) ou le sport (Destination glisse, Riding Zone). Elle diffuse également des émissions sur l'actualité (Flash Talk, Les Témoins d’Outre-mer) et le talk-show Folin Hebdô ainsi que des séries documentaires permettant de découvrir l'outre-mer (Archipels, Expédition Polynésie, L'Outre-mer en HD, Passion Outre-mer) ou le reste du monde (Les Aventuriers d'ExplÔ, Ô bout du monde, Saveurs Pacifique, Serial Tourist).
L'offre de fiction de France Ô consiste en des films de cinéma et de nombreuses séries télévisées françaises inédites ou non (Cut !, Les Îles d'en face, H), et étrangères, notamment des telenovelas sud-américaines. La chaîne organise les France ô Folies, un concours de musique donnant lieu à une série de concerts.
La chaîne retransmet des compétitions sportives, seule ou en complément des autres chaînes du groupe France Télévisions, comme notamment les championnats d'Europe d'athlétisme ou les Jeux olympiques d'été. Elle retransmet également les événements culturels majeurs d'outre-mer.

## Présentateurs

### Présentateurs au moment de la fermeture de la chaîne
- Aline Afanoukoé (2013-2020)
- Elyas Akhoun (jusqu'en 2020)
- Laurent Bignolas (2013-2020)
- Valérie Brochard (2015-2020)
- Sébastien Folin (2011-2020)
- Greg Germain (jusqu'en 2020)
- Juan Massenya (2012-2020)
- Robert Oliver (jusqu'en 2020)
- Daniel Picouly (2011-2020)
- Sabine Quindou (2016-2020)
- Kelly Rangama (2017-2020)
- Babette de Rozières (2005-2020)
- Karine Sigaud-Zabulon (2016-2020)
- Élizabeth Tchoungui (2012-2020)
- Tiga (2012-2020)
- Thomas Yzebe (jusqu'en 2020)

### Anciens présentateurs
- Laure Adler
- Marijosé Alie (2005-2013)
- Wilson-Claude Balda (2009-?)
- Booder (2010)
- Nicolas Bouiges
- Jean-Marc Bramy
- Audrey Chauveau (2010-2014)
- Sandrine Colombo
- Julien Delmaire
- Cindy Fabre (2011-2012)
- Samira Ibrahim (2009-?)
- Ahmed El Keiy (2008-2011)
- Emmanuel Maubert (2011-2016)
- Eddy Murté (2008-2009)
- Fred Musa (2007-2014)
- Yasmine Oughlis (2011)
- Gora Patel (2012)
- Dominique Reoderer (2007-2008)
- Maeva Schublin (2010-?)
- Claude Sérillon (2007-2008)
- Marion Zipfel (2011-?)
- Coumba Kane

## Audiences

### Audiences générales

#### En métropole
D'après Médiamétrie, en 2016, France Ô est la 23e et avant-dernière chaîne de télévision la plus regardée de France métropolitaine, ex æquo avec Numéro 23, avec une part d'audience moyenne annuelle de 0,8 %.
L'audience de la chaîne est mesurée par Médiamétrie à partir de septembre 2014[réf. nécessaire].
Le 30 novembre 2017, le site PureMédias révèle que France Ô n'est plus mesurée par le Médiamat quotidien. La raison principale est que le gouvernement a demandé au groupe France Télévisions une économie de 50 000 000 €. Cette mesure est devenue effective à partir de janvier 2018.
|      | Janvier | Février            | Mars               | Avril              | Mai                | Juin               | Juillet            | Août               | Septembre          | Octobre            | Novembre           | Décembre           | Moyenne annuelle   | Rang               |
| ---- | ------- | ------------------ | ------------------ | ------------------ | ------------------ | ------------------ | ------------------ | ------------------ | ------------------ | ------------------ | ------------------ | ------------------ | ------------------ | ------------------ |
| 2014 |         |                    |                    |                    |                    |                    |                    |                    | 0,6 %              | 0,6 %              | 0,6 %              | 0,5 %**            | 0,6 %**            | 21e                |
| 2015 | 0,6 %   | 0,6 %              | 0,6 %              | 0,7 %              | 0,6 %              | 0,7 %              | 0,8 %              | 0,7 %              | 0,7 %              | 0,6 %              | 0,6 %              | 0,6 %              | 0,6 %**            | 22e                |
| 2016 | 0,8 %   | 0,8 %              | 0,8 %              | 0,9 %              | 0,8 %              | 0,8 %              | 0,8 %              | 1,2 %*             | 0,8 %              | 0,7 %              | 0,7 %              | 0,7 %              | 0,8 %*             | 23e                |
| 2017 | 0,7 %   | 0,7 %              | 0,7 %              | 0,7 %              | 0,6 %              | 0,6 %              | 0,7 %              | 0,7 %              | 0,6 %              | 0,6 %              | 0,5 %              | 0,4 %              | 0,6 %**            | NC                 |
| 2018 | 0,5 %** | Absence de données | Absence de données | Absence de données | Absence de données | Absence de données | Absence de données | Absence de données | Absence de données | Absence de données | Absence de données | Absence de données | Absence de données | Absence de données |

Source : Médiamétrie
Légende :
- * : Maximum historique.
- ** : Minimum historique.
- Meilleur score mensuel de l'année.
- Moins bon score mensuel de l'année.

#### En outre-mer
Nouvelle-Calédonie
En Nouvelle-Calédonie, l'audience de France Ô est, en septembre 2018, de 1,5 %.
| 2012  | 09/2013 | 09/2018 |
| ----- | ------- | ------- |
| 2,8 % | 4,2 %   | 1,5 %   |

Polynésie
| 2012  |
| ----- |
| 6,2 % |

Source : Médiamétrie  et TNS

### Records d'audiences
Le 20 octobre 2014, France Ô a réalisé son record d'audience historique avec la diffusion du film Moonraker de Lewis Gilbert suivie par 671 000 téléspectateurs, soit 2,2 % de part d'audience. Ce record a été battu le 28 mars 2016 avec la diffusion d'un autre film, Out of Africa de Sydney Pollack, qui attire 677 000 téléspectateurs, soit 2,9 % de part de marché.
| Date            | Programme                                                                       | Genre  | Téléspectateurs | Part de marché |
| --------------- | ------------------------------------------------------------------------------- | ------ | --------------- | -------------- |
| 11 juin 2015    | Cyclisme : Critérium du Dauphiné 2015                                           | Sport  | 749 000         | 9,5 %          |
| 28 mars 2016    | Out of Africa de Sydney Pollack                                                 | Cinéma | 677 000         | 2,9 %          |
| 20 octobre 2014 | Moonraker de Lewis Gilbert                                                      | Cinéma | 671 000         | 2,2 %          |
| 17 août 2016    | Handball masculin aux Jeux olympiques de 2016 (Quart de finale : France-Brésil) | Sport  | 670 000         | 8,1 %          |
| 22 janvier 2015 | Passeur d'enfants                                                               | Série  | 646 000         | 2,6 %          |
| 3 novembre 2014 | Goldfinger de Guy Hamilton                                                      | Cinéma | 599 000         | 2,3 %          |

## Diffusion
France Ô est diffusée sur la télévision numérique terrestre, le câble, le satellite, la télévision IP et en streaming. Comme les autres chaînes publiques de France Télévisions et conformément à la loi no 86-1067 du 30 septembre 1986, les distributeurs de télévision en France ont l'obligation de la reprendre gratuitement dans leurs offres. La chaîne peut également être reçue dans des pays limitrophes : la Belgique, le Luxembourg, Monaco et la Suisse. De plus, ses programmes sont en partie repris par la chaîne francophone internationale TV5 Monde.
La chaîne a diffusé ses programmes entre le 25 février 2005 et le 24 août 2020. Elle est disponible au format 16/9 à partir de juillet 2010, et en haute définition (HD) sur certains supports à partir du 5 avril 2016.

### Hertzien numérique
France Ô est diffusée en clair sur le multiplex R1 de la télévision numérique terrestre (TNT) au standard MPEG-4 (SDTV) à partir du 24 septembre 2007 en Île-de-France, puis dans le reste du territoire métropolitain à partir du 15 juin 2010. La chaîne a commencé à diffuser ses programmes en haute définition le 5 avril 2016, mais a dû cesser dès le 1er septembre pour laisser la place à la nouvelle chaîne publique d'information en continu, France Info, sur le multiplex R1.
En France d'outre-mer, la chaîne est diffusée sur le multiplex ROM1 de la TNT au standard MPEG-4 (SDTV) à partir du 30 novembre 2010.
À la suite de l'arrêt de la chaîne le 24 août 2020, la fréquence TNT assignée à France Ô est libérée dans la nuit du 1er au 2 septembre 2020,,.

### Câble
France Ô est diffusée sur le réseau câblé de SFR. En France d'outre-mer, elle est disponible sur les réseaux de SFR Caraïbe et Zeop.
Dans les autres pays francophones, elle est diffusée sur les réseaux câblés belges (SFR Belux, Telenet Group, VOO), luxembourgeois (SFR Belux), monégasque (MC Cable) et suisse (Naxoo, UPC Suisse).

### Satellite
France Ô est diffusée sur le satellite via les bouquets Canal+, Fransat, TNT Sat, Bis Télévisions, et les offres satellites de La TV d'Orange et de SFR TV. En France d'outre-mer, elle est disponible dans les offres de Canalsat Caraïbes, Canalsat Calédonie, Canalsat Réunion, Parabole Maurice, Parabole Réunion et Vini TV.
Dans les autres pays francophones, elle est diffusée par l'opérateur belge et luxembourgeois TéléSAT.
Jusqu'en 2016, la chaîne est diffusée en clair (free to air) sur le satellite Eutelsat 5 West A.

### Internet
France Ô est diffusée en streaming sur le site Internet de la chaîne et sur le service de télévision de rattrapage france.tv. Elle est également disponible via IPTV sur Freebox TV, La TV d'Orange, SFR TV, Bbox et Wibox. En France d'outre-mer, elle est accessible dans les offres de Mediaserv, SFR Caraïbe et Zeop.
Dans les autres pays francophones, elle est diffusée par les opérateurs belges (Proximus TV), luxembourgeois (POST Luxembourg) et suisses (Swisscom TV).